# Sophronica ochreofemorata
Sophronica ochreofemorata là một loài bọ cánh cứng trong họ Cerambycidae.